# جوناثان ويب
جوناثان ويب (بالإنجليزية: Jonathan Webb)‏ (5 يناير 1990 في المملكة المتحدة - ) هو لاعب كرة قدم بريطاني في مركز الدفاع. لعب مع ليدز يونايتد ونيوكاسل بلوستار ‏.

## وصلات خارجية
- جوناثان ويب على موقع قاعدة بيانات كرة القدم.إي يو (الإنجليزية)
- جوناثان ويب على موقع Soccerbase.com (لاعب) (الإنجليزية)